# Atractodes exitialis
Atractodes exitialis är en stekelart som beskrevs av Forster 1876. Atractodes exitialis ingår i släktet Atractodes och familjen brokparasitsteklar. Utöver nominatformen finns också underarten A. e. alpigena.